# 防城港站
防城港站位于中华人民共和国广西壮族自治区防城港市港口区，是南防铁路和钦防铁路上的货运特等站，也是两条铁路的终点站，隶属中国铁路南宁局集团。距离防城站17公里，距离钦州站54公里。

## 历史沿革
防城港站于1986年投入使用，与港口形成海陆联运体系。2013年升格为特等站，2018年发送货物达到3716万吨。2020年货物吞吐量达到5134万吨，货物到发量占港口货物吞吐量比例达到49%。2016年以来建立多条冷链专列，主要运输海产品和越南、泰国进口的水果。2021年8月28日，增加4条到发线工程正式开工，该工程属于广西“十四五规划”中“高水平共建西部陆海新通道”的重点工程项目之一，工期预计12个月，将有效提高防城港站的运力。

## 事故
2016年4月5日，广西沿海铁路公司自运营的1台货运机车在防城港站内撞上1台货运调车机车，事故造成2死1伤。

## 外部連結
- 中国铁路客户服务中心 （页面存档备份，存于）